# Jimmy Ruffin
Jimmy Lee Ruffin (Collinsville (Mississippi), 7 mei 1936 – Las Vegas, 17 november 2014) was een Amerikaanse soulzanger, die vooral bekend is door zijn hit "What becomes of the brokenhearted" uit 1966.

## Carrière
Jimmy was de oudere broer van soulzanger David Ruffin, die in 1991 overleed. De broers zongen in hun kinderjaren samen in een gospelgroep. Ze trokken naar Detroit en tekenden begin jaren 1960 elk afzonderlijk bij Motown Records, David als leadzanger van The Temptations en Jimmy als solo-artiest. Jimmy deed eerst nog zijn legerdienst en nam bij Motown een aantal singles op die weinig opvielen. Pas in 1966 brak hij door met "What becomes of the brokenhearted", dat de zevende plaats bereikte in de Billboard Hot 100. Het nummer werd later meermaals opnieuw uitgebracht en het is gecoverd door onder meer Diana Ross & The Supremes, The Isley Brothers, Dave Stewart met Colin Blunstone, Boy George, Paul Young, Joe Cocker en Joan Osborne. De opvolger "I've Passed This Way Before" was een top-twintig-hit, maar latere singles waren niet meer zo succesvol. In totaal had Jimmy Ruffin zeven singles die de Hot 100 bereikten.
In 1970 brachten David en Jimmy als "The Ruffin Brothers" een gezamenlijk album uit, I Am My Brother's Keeper. 
Jimmy verliet Motown in 1974. In 1980 maakte hij een comeback met zijn tweede top-tienhit, "Hold on (To My Love)", dat geproduceerd werd door Robin Gibb op RSO Records. Hij woonde in de jaren tachtig en negentig vele jaren in het Verenigd Koninkrijk, waar hij toen populairder was dan in de Verenigde Staten.
Ruffin overleed op 17 november 2014 op 78-jarige leeftijd.

## Discografie (selectie)

### Singles
- "What Becomes of the Broken hearted / Baby I’ve Got It" (1966)
- "I’ve Passed This Way Before / Tomorrow’s Tears" (1966)
- "Gonna Give Her All the Love I Got / World So Wide Nowhere to Hide" (1967)
- "Don’t You Miss Me a Little Bit Baby / I Want Her Love" (1967)
- "I’ll Say Forever My Love / Everybody Needs Love" (1968)
- "Don’t Let Him Take Your Love From Me / Lonely Lonely Man Am I" (1968)
- "I’ve Passed This Way Before / Tomorrow’s Tears" (1969)
- "Farewell Is a Lonely Sound / If You Will Let Me I Know I Can" (1970)
- "I’ll Say Forever My Love / Everybody Needs Love" (1970)
- "It’s Wonderful (To Be Loved By You) / Maria (You Were the Only One)" (1970)
- "Let’s Say Goodbye Tomorrow / Living in a World I Created for Myself" (1970)
- "On the Way Out (On the Way In) / Honey Come Back" (1970)
- "What Becomes of the Broken Hearted / Don’t You Miss Me a Little Bit Baby" (heruitgave) (1974)
- "Farewell is a Lonely Sound / I Will Never Let You Get Away" (1974)
- "I’ve Passed This Way Before / Sad and Lonesome Feeling" (1974)
- "I’ll Say Forever My Love / It’s Wonderful (To Be Loved By You)" (1974)
- "Gonna Give Her All the Love I Got / I’ve Passed This Way Before" (heruitgave) (1974)
- "What Becomes of the Broken Hearted / I’ll Pick a Rose for My Rose" (heruitgave) (1974)
- "Hold On (To My Love)" / instrumental version" (1980)
- "That's When My Loving Begins" (1985)
- "There Will Never Be Another You" (1985)

### Albums
- Jimmy Ruffin Sings Top Ten (1967)
- The Jimmy Ruffin Way (1967)
- Ruff 'n' Ready (1969)
- The Groove Governor (1970)
- I Am My Brother's Keeper (1970, met David Ruffin)
- Jimmy Ruffin ... Forever (1973)
- Greatest Hits (1974)
- I've Passed This Way Before (1974)
- Sunrise (1980)

### NPO Radio 2 Top 2000
Van Jimmy Ruffin stond alleen What Becomes of the Brokenhearted in 1999 in de NPO Radio 2 Top 2000, op plek 1862.
- Biblioteca Nacional de España: XX4605463
- Bibliothèque nationale de France: cb13974776q (data)
- Gemeinsame Normdatei: 134504224
- International Standard Name Identifier: 0000 0001 1576 8475
- Library of Congress Control Number: n94010405
- MusicBrainz: e39c7351-7110-41e9-9328-ca08df0921cc
- Nederlandse Thesaurus van Auteursnamen: 070758247
- Virtual International Authority File: 86489312
- WorldCat: E39PBJfRGBWQwMfHftrytPwcT3